# شريان عضلي
شريان عضلي (بالإنجليزية: Muscular artery)‏ أو شريان موزع (بالإنجليزية: distributing artery)‏ هو شريان متوسط الحجم، يعمل على نقل الدم من الشريان الموصل والفرع إلى الأوعية الدموية المقاومة (resistance vessels) والتي تتضمن الشرايين والشريينات الصغيرة.
يُعتبر الشريان الكعبري والشريان الطحالي من الأمثلة على الشرايين العضلية.